# NBAバレエ団

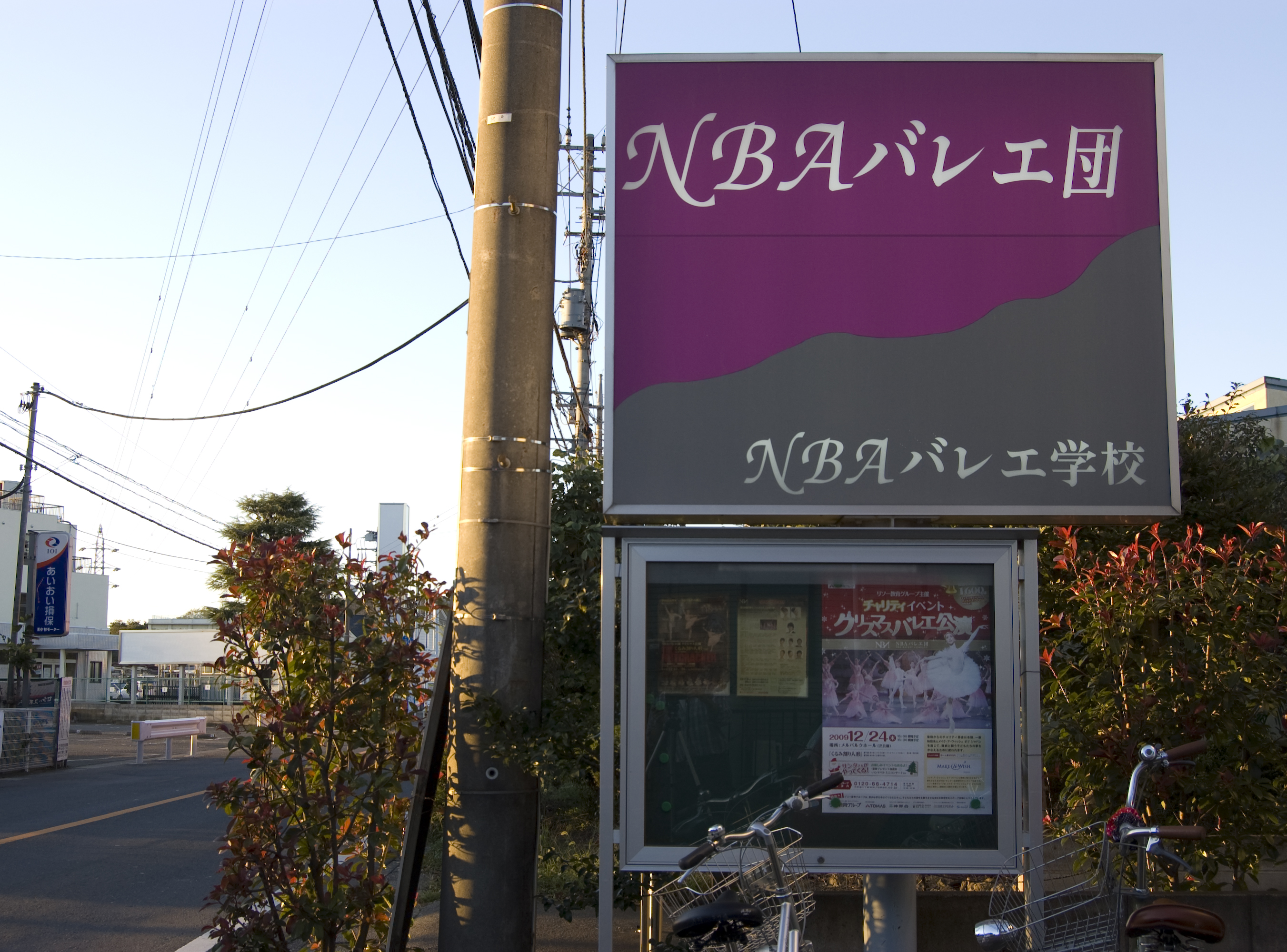

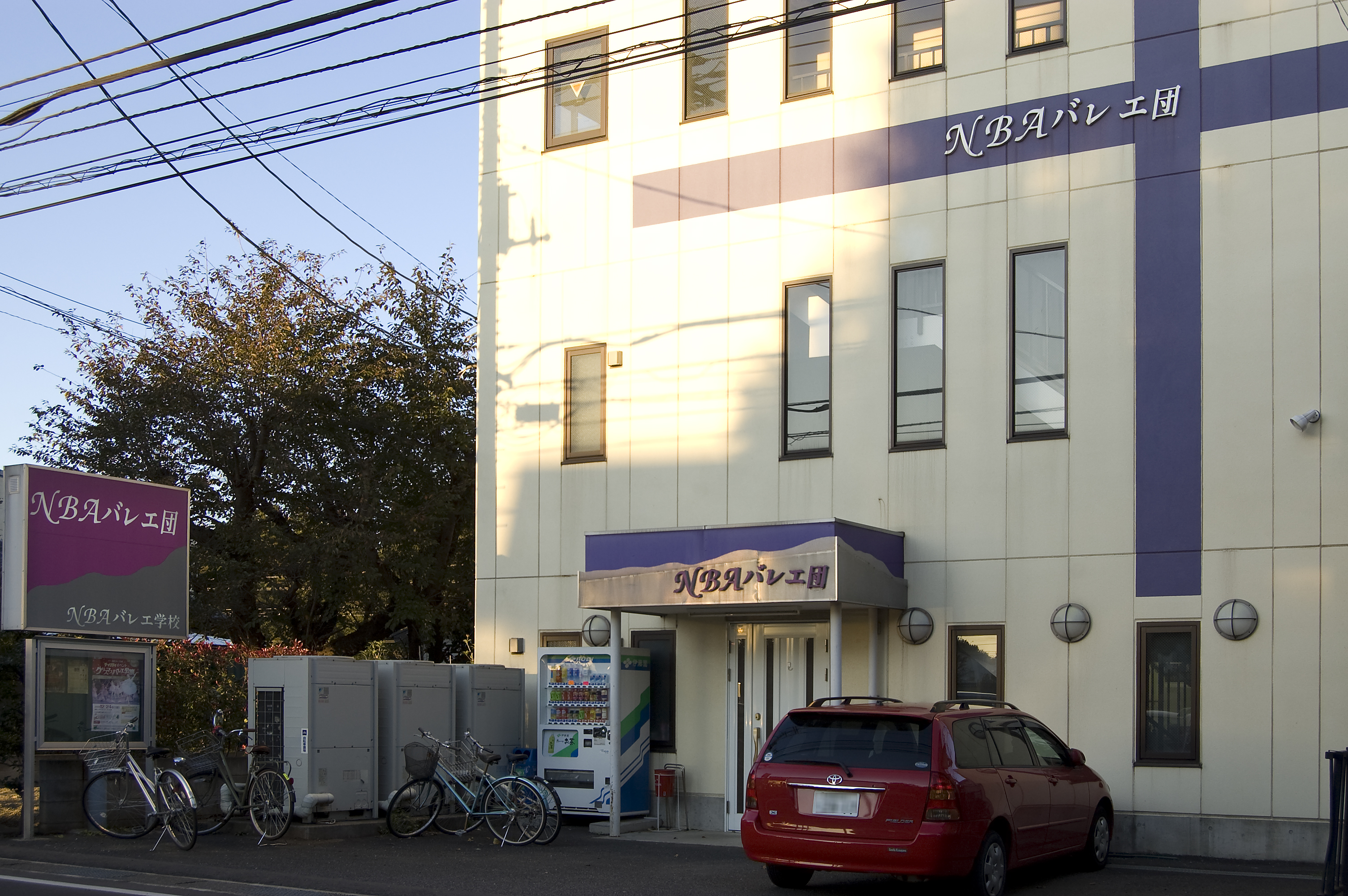
所沢市にあるスタジオ

NBAバレエ団 （エヌビーエーバレエだん）は埼玉県所沢市に本拠を置く一般財団法人のバレエ団。創立は1993年。バレエを通じて日本の人々の文化生活を豊かにすることを目的とし、多くのバレエ作品を公演している。芸術監督は久保綋一。団員100数十名やスタッフ、目的に賛同している多くのスポンサーと全国のスタジオ教室の会員が支えている、日本を代表するバレエ団のひとつとしてバレエ芸術を発信している。NBAバレエ団とは、特定非営利活動法人日本バレエアカデミーバレエ団の略称である。2001年　NPO法人NBAバレエ団という名称で東京都から認可され、定款を変更し、2004年　NPO法人日本バレエアカデミーバレエ団という名称で埼玉県から認可される。

## 特徴・沿革
正統な古典バレエの復元に力を注いでいて、作品の継承者を振付家として招聘して、伝統ある古典作品を相次いで公演した。ロシアとの関係が深く、公演でしばしばマリインスキー・バレエその他からロシア人ソリストを客演に招いているほか、復元した作品もN・ヴォスクレセンスカヤ、セルゲイ・ヴィハレフ、ガリーナ・サムソバらロシア人による振付のものが多い。2012年、芸術監督に久保紘一が就任してからワールドクラスでグローバルなバレエ団として世界水準の作品を数多く公演し、著名な振付家を世界から招聘し、NYシティバレエ団やABTのプリンシパルなど過去百名以上のトップダンサーをゲストとして招聘し、日本を代表するバレエ団のひとつとして最高レベルの芸術作品を相次いで公演している。国内バレエ団の中でもレパートリーを多く有し、古典からコンテンポラリーまで数多くの全幕を公演し、ハイレベルな団員と企画で感動を与える作品を上演し、日本の芸術の振興と発展に寄与している。
バレエ学校も併設しており、優秀なる人材を輩出している。毎年1月には「NBA全国バレエコンクール」を主催し海外の有名バレエ学校から審査員を招聘しボリショイバレエ学校の校長、ロイヤルバレエ学校やミラノスカラ座の校長なども審査員を勤めた。国内審査員には国内の各バレエ団の芸術監督やプリンシパル経験者40名が審査にあたっており、国内ではローザンヌ国際コンクールへの登竜門として権威あるコンクールである。
- 1993年、創立。
- 2001年、東京都からNPO法人の認証を受ける。安達哲治が芸術監督、薄井憲二が顧問に就任。
- 2001年、「ネオクラシック秘蔵コレクション」公演が文化庁芸術祭優秀賞を受賞。
- 2002年、初の海外公演をロシア・モスクワ、ベラルーシで1ヶ月間おこなった。
- 2004年、スタジオを東京都練馬区から埼玉県所沢市に移転した。
- 2007年、日中友好35周年記念公演として上海大劇院に招聘され公演した。
- 2012年、20年間米国コロラドバレエ団でプリンシパルとして全ての作品に主演した久保綋一が芸術監督に就任。
- 2015年、バレエ界最大規模の米国から直輸入超大作「ドラキュラ」公演の成果により文化庁芸術祭新人賞を芸術監督久保綋一が受賞した。
- 2016年、ブロードウェイで活躍の振付家を招聘して「HIBARI」、「死と乙女」「ロミオとジュリエット」など最新作品を斬新な演出でバレエの魅力を多くの方々へ浸透させることに成功した。
- 2019年11月1日、一般財団法人に移行[4]。

## 主なレパートリー[5]
| - 白鳥の湖 - くるみ割り人形 - ロミオとジュリエット - ジゼル - ラ・フィユ・マルガルテ - コッペリア - ドンキホーテ - 海賊 | - 薔薇の精 - エスメラルダ - 真夏の夜の夢 - 騎兵隊の休止 - アルレキナーダ - 時の踊り/ダンスシンフォニー - カルナバル - レ・シルフィード | - 幻の島 - クレオパトラ - ケルツ - 数々のバランシン作品 - アルビンエイリー作品 - アントニーチューダ作品 - HIBARI - 吸血鬼ドラキュラなど古典からコンテンポラリーまで50作品のレパートリーを有している |

## 主な団員[6]
国内外のコンクールでの上位入賞者が数多く在籍しており、海外の有名バレエ団で活躍した経歴を持つ団員が多い。正統的なダンスクラシックを習得し、尚且つ、あらゆるジャンルの振付家の要求に応えられる実力を持つ才能溢れるダンサーで構成されている。
- プリンシパル：大森康正・高橋真之・竹田仁美・峰岸千晶
- ソリスト：浅井杏里・岡田亜弓・阪本絵利奈・佐々木美穂、関口祐美・竹内碧・土田明日香・皆川知宏・三船元雄・宮内浩之・森田維央・米倉祐飛・米津萌
- アーティスト：朝見 麻衣子・ 新井 悠汰・石川 真梨子・伊東 由希子・猪嶋 沙織・浦野 梓・大賀 比菜 河野 崇仁・北村 桜桃・児玉 彩香・小林 治晃・佐藤史哉・清水 勇志 レイ・白井 希和子  鈴木 恵里奈・鈴木 まいか・高見 浩行・武井 由香理・竹内 俊貴・多田 遥・玉村 総一郎  勅使河原 綾乃・土橋 冬夢・富田 遥・長谷 怜旺・平居 郁乃・福本 龍太朗・松岡 陽香  三原 未来・向山 未悠・武藤 桜子・盛田 將太郎・柳澤 綾乃・柳澤 綾乃・山本 晴美  米津美千花
- アプレンティス：一ノ関 美穂・小川 華奈江・北原 佑季子・清水 綾乃・宋 遼香・染谷 知香
- スタジオカンパニーメンバー：数十名で構成されている

## 主なスタッフ[7]
- 芸術監督：久保綋一
- 理事長：榎本晴夫
- 事務局長：久保栄治
- バレエマスター：鈴木正彦
- バレエミストレス：
- 理事：浅野正・久保綋一・鈴木直敏・森仲悠子
- ピアニスト：ユーリ・コジェバートフ
- バレエ団教師：鈴木正彦・石井竜一・猪俣陽子
- 監査税理士:笠原秀明
- 公認監査:宮田芳直（公認会計士）
- 付属バレエ学校校長:久保綋一
- 付属バレエ学校副校長:峰岸千晶
- バレエ学校教師:前原瑶子

## 公式サイト
- NBAバレエ団